# Miro Bilan
Miro Bilan (nacido el 21 de julio de 1989 en Šibenik) es un jugador de baloncesto croata que pertenece a la plantilla del Basket Brescia Leonessa de la Lega Basket Serie A. Con 2,10 metros de estatura, juega en la posición de pívot.

## Trayectoria deportiva

### Profesional
Comienza su andadura en las categorías inferiores del KK Šibenik, juega también en el Olympiada Patras BC y KK Zadar, hasta llegar al KK Cedevita, donde se convierte en pívot titular y se convierte en una de las grandes promesas del basket europeo.
En junio de 2011 firma por tres temporadas con el KK Cedevita. En 2014, Bilan promedia 12.7 puntos y 6.5 rebotes en la liga Adriática, 12.5 puntos y 6.6 rebotes en la primera fase de la Euroliga, 13.3 puntos y 6.1 rebotes en la Eurocup, y en la liga croata, 11.0 puntos y 4.9 rebotes. 
En 2015, vuelve a renovar con el club croata, a pesar de tener ofertas de gran cantidad de clubs europeos.
En 2017, decide abandonar el conjunto croata en el que había jugado durante 6 temporadas y se marcha a Francia para jugar en el Strasbourg IG durante la temporada 2017-2018.
En la temporada siguiente, firma por el ASVEL Lyon-Villeurbanne de la LNB Pro A. En sus dos temporadas en Francia lograría dos Copas de baloncesto de Francia consecutivas con distintos equipos.
En 2019, firma por el Dinamo Basket Sassari de la Lega Basket Serie A, en el que jugaría durante dos temporadas.
El 23 de septiembre de 2021, firma por el BC Prometey de la Superliga de baloncesto de Ucrania.
El 7 de marzo de 2022, regresa al Dinamo Basket Sassari de la Lega Basket Serie A.
El 25 de junio de 2022 firmó con el Peristeri BC de la A1 Ethniki.
El 19 de junio de 2023 firmó un contrato de dos años con el club italiano Basket Brescia Leonessa de la Lega Basket Serie A.

### Internacional
Es internacional con la selección de Croacia.